# Zeitgeister
Zeitgeister (Tidsandan), op. 25, är en vals av Johann Strauss den yngre.

## Historia
Valsen Zeitgeister spelades första gången den 23 februari (Rosenmontag) 1846 på Strauss stamlokal Café Dommayer i samband med en välgörenhetsbal. Då verket kom i tryck, efter en avsevärd försening, i oktober 1846 försökte tecknaren till det rikt utsmyckade titelbladet förklara namnet på valsen för sina köpare: i en bildrelief beskrev han tidsutvecklingen från rokokon (med dansare i en elegant scen fortfarande i "Mozartperuker") via Biedermeier till de moderna polkadanserna, samt även de nyaste teknikframgångarna såsom ett ångfartyg och ett tåg. I mitten av teckningen fanns ett plakat anslaget (som bjöd in till Dommayers Casino i Hietzing); ett elegant par står och läser texten där bokstaven "Z" framstår med tydlighet. Det rör sig alltså om en inbjudan till en "Benefizball" (välgörenhetsbal) och uruppförandet av valsen Zeitgeister.

## Om valsen
Speltiden är ca 7 minuter och 58 sekunder plus minus några sekunder beroende på dirigentens musikaliska tolkning.